# Mantapsan
Le Mantapsan ou mont Mantap (en coréen : 만탑산) est une montagne des monts Hamgyong située dans la province du Hamgyong du Nord, en Corée du Nord. Principalement composée de granite, elle culmine à 2 205 m et se trouve à la jonction des arrondissements de Kilju, de Myonggan (en) et d'Orang (en).
Le camp de concentration de Hwasong, le plus grand kwanliso du pays, se trouve entre Myonggan et le Mantapsan.
Des prisonniers politiques ont été contraints de creuser des tunnels dans le flanc sud de la montagne depuis le site d'essais nucléaires de Punggye-ri. Ces tunnels sont probablement larges de deux mètres et longs de plusieurs centaines de mètres. Les détonations des essais nucléaires de 2006, 2009, 2013, janvier 2016, septembre 2016 et 2017 ont eu lieu à cet endroit.